# 桑披寺的清代政治史
桑披寺的清代政治史介紹桑披寺在清代參與的政治事件。桑披寺位於清朝四川省裏化廳鄉城縣的藏傳佛寺，自1669年初建，一直是鄉城的政治中心，參與鄉城大小政治事件。在1906年趙爾豐設鄉城縣之前，桑披寺直轄鄉城900戶之中的300戶，除寺廟直轄的田產不納稅之外，更主管納糧稅務，桑披寺歷年常有因抗拒官府干涉鄉城和理塘事務，而發生违抗差粮、戕害官吏事件，1897和1899年喇嘛兩度剝皮酷刑殺死來交涉的清朝官員，其中施文明遭剝皮填草為「人皮鼓」，懸於寺內，“岁时践击之以示威”。

## 清代

### 清初：獲达赖喇嘛扶持崛起
清初鄉城縣教派林立，格鲁派的南那岗寺是小寺，主持若·崩松本洛不忿被其他教派欺壓，赴西藏向格鲁派領袖第五世达赖喇嘛告状。达赖遣蒙古军官吉布康珠到乡城整改寺院。吉布康珠武断将硕曲河流域諸教派共108座寺庙統一改奉格鲁派，在原屬噶举派的甲夏寺原址興建桑披寺（1669年），由桑披寺統率當地格魯派。
1811年，桑披寺主持兼赤江活佛绛曲群培出任第九世达赖喇嘛的经师，1815年登第六十九任甘丹赤巴法座，桑披寺声威大振，鄉城縣也因此聞名。

### 晚清：武力對抗

#### 兩度剝皮清廷軍官（1897、1899年）
鄉城縣桑披寺是理塘縣长青春科尔寺的属寺，1891年桑披寺越界至理塘縣徵糧，由此兩寺多次械鬥，百姓死傷。其後桑披寺越界尋得瞻对藏官保护，公然不奉长青春科尔寺節制。1897年，理塘守备（正五品）李朝富到桑披寺调停，與堪布（主持）普仲扎娃談破，李朝富父子三人（兩名兒子是士兵）被殺，受剝皮酷刑。
1899年，清军游擊（從三品）施文明進剿，在火竹鄉中伏全軍覆沒，施文明遭剝皮填草為「人皮鼓」，懸於寺內，“岁时践击之以示威”。清庭兵力不隸，僅要求桑披寺呈交「受抚具结」（承認受清庭撫率的保證書），草草了事，助長了普仲扎娃的氣焰。
成都将军馬亮在1909年6月7日奉命向宣統帝溥儀復奏「乡城之桑披寺，喇嘛千余人，恃其地险人强，屡出滋事。光绪二十三年，理塘守备李朝富奉委前往查办，该寺堪布相交蒲中竟将李朝富父子三人诱入肢解。二十四年，游擊施文明带兵进剿，又被截获，将该游击剥皮实草」。

#### 趙爾豐圍攻（1906年）
1905年4月巴塘之亂（駐藏大臣鳳全中伏被喇嘛刺殺，四名法國傳教士被喇嘛虐兩週再槍決），桑披寺主持普仲扎娃匿藏欽犯兼巴塘正土司羅進寶之子四郎占兌；桑披寺又為了阻撓清軍而故意中斷川藏糧道，先撤掉驛站，斷路掘井，突然中止賣糧食予政府。巴塘事變平亂後，趙爾豐圍剿桑披寺歸案。
1906年1月30日，桑披寺先發制人，在火竹鄉夜襲趙爾豐的清軍。而後清軍圍寺四個月，終以斷水源之法在6月9日攻破桑披寺。圍寺初期清軍斷了溪流，但發現寺內毫無缺水跡象，然清軍嚴重缺糧以至只能以野菜充飢，終在5月下旬尋得引水入寺的地下陶管，徹底斷了寺內水源。寺內雖藏有大量糌粑，但糌粑沒水不能吞嚥，形同斷糧。喇嘛出寺搶水被殺，搜其身上有向其他藏寺求救的文書，清軍遂裝為援兵，斯斯然入寺「援助」，終攻破。普仲扎娃在入寺前三天前已自殺。趙爾豐在寺內尋得李朝富和施文明的人皮，上奏清廷獲准建雙忠祠合葬。
赵尔丰在此役對喇嘛和軍人甚为血腥，破寺“立毙喇嘛六百馀名”，亦斩首一哨清军逃兵，约七十馀名汉人。當晚破寺之前，那一哨清兵乘夜出逃，但沒逃多遠得悉桑披寺已被破，倉忙回去大隊，破寺三天後逃兵被赵尔丰當眾訓話格殺。

### 對趙爾豐圍攻的評價
英國駐中國的外交人員埃里克·泰希曼（Eric Teichman）在1922年寫道：「四川人送他綽號『趙屠戶』，儘管如此，他素有為人公允的聲譽。他毫不猶豫將抵抗的藏人首領或頭人斬首，同樣地，他亦毫不留情斬首手下官員和隨從之中的違紀者。非凡之人、有將才，趙爾豐處事的公正與公道，以及其為人嚴酷，兩者在西藏東部至今都令人記憶猶新。然而，喇嘛一致認為趙爾豐是可惡的敵人、喇嘛寺的摧毀者、僧侶的殺戮者。」同年，赵尔丰擢升为川滇边务大臣，統管康區事務。

## 引用文獻
1. ↑  王海兵(2018). 统而难治: 民国前期的乡城县政 (1912-1937). 四川民族学院学报. 2018年10月
2. 1 2 3  . 新浪網轉載成都晚报. 2006年12月10日03:40  [2020-02-23]. （原始内容存档于2020-02-23）.
3. 1 2 3 4  秦和平. . 西藏研究. 2007-05-15  [2020-02-23]. （原始内容存档于2020-02-23）.
4. 1 2 3  巴塘县政府门户网站（2014-04-14）「赵尔丰其人(五)」|url=http://www.batang.gov.cn/13771/13772/13776/2014/04/14/10513154.shtml}}%5B%5D. 引文出自成都将军馬亮在1909年奉命向宣統帝復奏，審核藏官對趙爾豐的指控。
5. 1 2 3 4  張永久. . 2014: 119-124, 129-134.
6. 1 2 3  魏德松(2012). 东山顶上的酥油茶. 頁83-87.
7. ↑  聂作平. . 中国国家地理2018年第10期. 2018-10-27 09:21  [2020-03-01]. （原始内容存档于2020-03-01）.
8. ↑  Eric Teichman. (1922). Travels of a Consular Official in Eastern Tibet. Cambridge University Press. Page 37.